# Чеченська Вікіпедія
Чеченська Вікіпедія (чеч. Нохчийн Википеди) — розділ Вікіпедії чеченською мовою. Створена 28 лютого 2005 року, базується на кирилиці. Активність була дуже низькою і зміни в основному були зроблені ботами. 2 серпня 2014 року, завдяки активним ботозаливкам, чеченська Вікіпедія досягла 50 000 статей.
З початку 2014 року це найбільший з розділів нахсько-дагестанськими мовами.
Чеченська Вікіпедія станом на 24 березня 2025 року містить 601 469 статей, 41 042 зареєстрованих користувачів, 57 активних дописувачів, 3 адміністраторів
. Загальна кількість сторінок в чеченській Вікіпедії — 1 191 218, редагувань — 10 458 243, завантажених файлів — 331
. Глибина (рівень розвитку мовного розділу) чеченської Вікіпедії дуже мала і становить лише 8.4 пунктів
.

## Історія
Чеченська Вікіпедія була створена 28 лютого 2005 року, не проходячи через Вікіінкубатор. Повільний розвиток розділу викликав нарікання. За результатами обговорення в листопаді-грудні 2006 року розділ було вирішено зберегти.
У 2012 році чеченська спільнота звернула увагу на відсутність розвитку в розділі, і з 2013 року проєкт починає розвиватися. Наприкінці 2013 року ботом Umarbot була виконана заливка заготовок про населені пункти, розміром 3—5 КБ, в результаті якої кількість статей в розділі зросла з 5000 до більш ніж 20 000. Глибина чеченської Вікіпедії становить 8.441.
На грудень 2013 року в рейтингу тисячі статей, які повинні бути в усіх Вікіпедіях, розділ зайняв 103 місце серед всіх розділів Вікіпедії, а за об'ємом розширеного списку з 10 000 найважливіших статей — 126 місце серед усіх розділів Вікіпедії. В розділі було 5 вибраних статей.
З 1 лютого 2014 року в чеченській Вікіпедії було ввімкнено механізм патрулювання статей.